# Terusan Baru
Terusan Baru is een bestuurslaag in het regentschap Empat Lawang van de provincie Zuid-Sumatra, Indonesië. Terusan Baru telt 1870 inwoners (volkstelling 2010).